# HK Olimpija Hertz 1993/94
Sezona 1993/94 HK Olimpija Hertz, ki je osvojila naslov podprvaka v slovenski ligi.

## Postava
- Trener:  Brad Buetow

| Vratarji | Vratarji  | Vratarji     | Vratarji    | Vratarji | Vratarji                 | Vratarji             |
| -------- | --------- | ------------ | ----------- | -------- | ------------------------ | -------------------- |
| #        | Nar       | Igralec      | Boljša roka | Sez.     | Starost (rojstni dan)    | Kraj rojstva         |
|          | Slovenija | Martin Novak | leva        | 8        | 23 let (27. januar 1970) | Ljubljana, Slovenija |

| Branilci | Branilci  | Branilci         | Branilci    | Branilci | Branilci                 | Branilci                      |
| -------- | --------- | ---------------- | ----------- | -------- | ------------------------ | ----------------------------- |
| #        | Nar       | Igralec          | Boljša roka | Sez.     | Starost (rojstni dan)    | Kraj rojstva                  |
|          | Slovenija | Igor Beribak (C) |             | 7        | 29 let (18. maj 1964)    | Ljubljana, Slovenija          |
|          | Slovenija | Andrej Brodnik   | desna       | 7        | 23 let (4. maj 1970)     | Ljubljana, Slovenija          |
|          | Kanada    | Neil Sheehy      | leva        | 2        | 33 let (9. februar 1960) | Fort Frances, Ontario, Kanada |

| Napadalci | Napadalci | Napadalci       | Napadalci | Napadalci   | Napadalci | Napadalci                  | Napadalci                   |
| --------- | --------- | --------------- | --------- | ----------- | --------- | -------------------------- | --------------------------- |
| #         | Nar       | Igralec         | Položaj   | Boljša roka | Sez.      | Starost (rojstni dan)      | Kraj rojstva                |
|           | Kanada    | Steve Bozek     | LW        | leva        | 1         | 32 let (26. november 1960) | Kelowna, Brit. Kol., Kanada |
|           | Slovenija | Marjan Gorenc   | F         | leva        | 11        | 29 let (27. februar 1964)  | Ljubljana, Slovenija        |
|           | Slovenija | Ivo Jan         | C         | Desna       | 5         | 18 let (3. april 1975)     | Jesenice, Slovenija         |
|           | Kanada    | Trevor Jobe     | C         | leva        | 1         | 26 let (14. maj 1967)      | Brandon, Manitoba, Kanada   |
|           | Slovenija | Dejan Kontrec   | LW        | leva        | 9         | 23 let (23. januar 1970)   | Ljubljana, Slovenija        |
|           | Kanada    | Colin Patterson | F         |             | 1         | 33 let (11. maj 1960)      | Rexdale, Ontario, Kanada    |
|           | Slovenija | Toni Tišlar     | LW        | leva        | 3         | 26 let (9. maj 1967)       | Jesenice, Slovenija         |
|           | Slovenija | Nik Zupančič    | RW        | desna       | 8         | 24 let (3. november 1968)  | Ljubljana, Slovenija        |

## Tekmovanja

### Slovenska liga
Uvrstitev: 2. mesto

#### Prvi del
| # | Klub               | OT | Z  | N | P  | DG  | PG  | +/-  | T  |
| - | ------------------ | -- | -- | - | -- | --- | --- | ---- | -- |
| 1 | HK Inntal Celje    | 12 | 10 | 1 | 1  | 108 | 32  | +76  | 21 |
| 2 | HK Olimpija Hertz  | 12 | 10 | 1 | 1  | 110 | 33  | +77  | 21 |
| 3 | HK Acroni Jesenice | 12 | 8  | 1 | 3  | 97  | 39  | +58  | 17 |
| 4 | HK Sportina Bled   | 12 | 6  | 1 | 5  | 85  | 48  | +37  | 13 |
|   |                    |    |    |   |    |     |     |      |    |
| 5 | HK Triglav Kranj   | 12 | 4  | 0 | 8  | 51  | 94  | -44  | 8  |
| 6 | HDK Maribor Leljak | 12 | 1  | 1 | 10 | 33  | 136 | -103 | 3  |
| 7 | HK Slavija Jata    | 12 | 0  | 1 | 11 | 17  | 118 | -111 | 1  |

#### Drugi del
| #                              | Klub                           | OT                             | Z                              | N                              | P                              | DG                             | PG                             | +/-                            | T                              |
| Skupina A1 (za 1. do 4. mesto) | Skupina A1 (za 1. do 4. mesto) | Skupina A1 (za 1. do 4. mesto) | Skupina A1 (za 1. do 4. mesto) | Skupina A1 (za 1. do 4. mesto) | Skupina A1 (za 1. do 4. mesto) | Skupina A1 (za 1. do 4. mesto) | Skupina A1 (za 1. do 4. mesto) | Skupina A1 (za 1. do 4. mesto) | Skupina A1 (za 1. do 4. mesto) |
| ------------------------------ | ------------------------------ | ------------------------------ | ------------------------------ | ------------------------------ | ------------------------------ | ------------------------------ | ------------------------------ | ------------------------------ | ------------------------------ |
| 1                              | HK Olimpija Hertz              | 18                             | 16                             | 1                              | 1                              | 149                            | 55                             | +94                            | 33                             |
| 2                              | HK Inntal Celje                | 18                             | 14                             | 0                              | 4                              | 97                             | 64                             | +33                            | 28                             |
| 3                              | HK Acroni Jesenice             | 18                             | 12                             | 1                              | 5                              | 138                            | 62                             | +76                            | 25                             |
| 4                              | HK Sportina Bled               | 18                             | 8                              | 0                              | 10                             | 113                            | 74                             | +39                            | 16                             |

#### Polfinale
Igralo se je na štiri zmage po sistemu 1-1-1-1-1-1-1.
|  | HK Olimpija Hertz | 7:1 | HK Sportina Bled | Hala Tivoli, Ljubljana |

| Poročilo tekme | Poročilo tekme | Poročilo tekme | Poročilo tekme | Poročilo tekme |
| -------------- | -------------- | -------------- | -------------- | -------------- |
|                |                |                |                |                |

|  | HK Sportina Bled | 5:8 | HK Olimpija Hertz | Ledena dvorana Bled, Bled |

| Poročilo tekme | Poročilo tekme | Poročilo tekme | Poročilo tekme | Poročilo tekme |
| -------------- | -------------- | -------------- | -------------- | -------------- |
|                |                |                |                |                |

|  | HK Olimpija Hertz | 3:2 | HK Sportina Bled | Hala Tivoli, Ljubljana |

| Poročilo tekme | Poročilo tekme | Poročilo tekme | Poročilo tekme | Poročilo tekme |
| -------------- | -------------- | -------------- | -------------- | -------------- |
|                |                |                |                |                |

|  | HK Sportina Bled | 1:4 | HK Olimpija Hertz | Ledena dvorana Bled, Bled |

| Poročilo tekme | Poročilo tekme | Poročilo tekme | Poročilo tekme | Poročilo tekme |
| -------------- | -------------- | -------------- | -------------- | -------------- |
|                |                |                |                |                |

#### Finale
Igralo se je na štiri zmage po sistemu 1-1-1-1-1-1-1.
|  | HK Olimpija Hertz | 3:5 | HK Acroni Jesenice | Hala Tivoli, Ljubljana |

| Poročilo tekme | Poročilo tekme | Poročilo tekme  | Poročilo tekme | Poročilo tekme |
| -------------- | -------------- | --------------- | -------------- | -------------- |
|                |                | (1:1, 2:3, 0:1) |                |                |

|  | HK Acroni Jesenice | 2:6 | HK Olimpija Hertz | Dvorana Podmežakla, Jesenice |

| Poročilo tekme | Poročilo tekme | Poročilo tekme  | Poročilo tekme | Poročilo tekme |
| -------------- | -------------- | --------------- | -------------- | -------------- |
|                |                | (0:3, 1:2, 1:1) |                |                |

|  | HK Olimpija Hertz | 3:0 | HK Acroni Jesenice | Hala Tivoli, Ljubljana |

| Poročilo tekme | Poročilo tekme | Poročilo tekme  | Poročilo tekme | Poročilo tekme |
| -------------- | -------------- | --------------- | -------------- | -------------- |
|                |                | (0:0, 2:0, 1:0) |                |                |

|  | HK Acroni Jesenice | 4:6 | HK Olimpija Hertz | Dvorana Podmežakla, Jesenice |

| Poročilo tekme | Poročilo tekme | Poročilo tekme  | Poročilo tekme | Poročilo tekme |
| -------------- | -------------- | --------------- | -------------- | -------------- |
|                |                | (0:2, 3:1, 1:3) |                |                |

|  | HK Olimpija Hertz | 2:5 | HK Acroni Jesenice | Hala Tivoli, Ljubljana |

| Poročilo tekme | Poročilo tekme | Poročilo tekme  | Poročilo tekme | Poročilo tekme |
| -------------- | -------------- | --------------- | -------------- | -------------- |
|                |                | (2:2, 0:1, 0:2) |                |                |

|  | HK Acroni Jesenice | 6:2 | HK Olimpija Hertz | Dvorana Podmežakla, Jesenice |

| Poročilo tekme | Poročilo tekme | Poročilo tekme  | Poročilo tekme | Poročilo tekme |
| -------------- | -------------- | --------------- | -------------- | -------------- |
|                |                | (3:1, 1:0, 2:1) |                |                |

|  | HK Olimpija Hertz | 2:3 | HK Acroni Jesenice | Hala Tivoli, Ljubljana |

| Poročilo tekme | Poročilo tekme | Poročilo tekme   | Poročilo tekme | Poročilo tekme |
| -------------- | -------------- | ---------------- | -------------- | -------------- |
|                |                | (1:1, 1:2, 0:0)) |                |                |